# Quasicaecilia
Quasicaecilia texana es una especie extinta de lepospóndilo (perteneciente al grupo Microsauria) que vivió a principios del período Pérmico en lo que hoy son los Estados Unidos. Solo se conoce un espécimen, recolectado en las rocas rojizas del Pérmico de Texas por Charles Hazelius Sternberg en 1917. Fue identificado originalmente como un espécimen del microsaurio gimnártrido Cardiocephalus. El cráneo es muy pequeño, de menos de 2 centímetros de longitud, y la cápsula ótica (una región hueca de hueso que encapsula el oído interno) es muy grande en comparación con el resto del cráneo. El cráneo de Quasicaecilia se parece superficialmente al de las cecilias con las que sin embargo no está emparentado de cerca, de ahí el nombre del género. Quasicaecilia fue asignado a la familia Brachystelechidae en 1991 junto con los géneros Batropetes y Carrolla.